# Dayanara Torres Delgado
Dayanara Torres Delgado (Toa Alta, 28 d'octubre de 1974) és una model i actriu porto-riquenya, elegida Miss Univers el 21 de maig de 1993 a la Ciutat de Mèxic. Va conquerir el tercer títol d'aquest concurs per al seu país.
Dayanara es trobava al darrer any de secundària i es preparava per a cursar odontologia quan va ser nomenada Miss Toa Alta i Miss Puerto Rico. Després va representar el seu país en el concurs de Miss Univers de 1993 a Ciutat de Mèxic, on va conquerir la corona als 18 anys. A l'any següent va seguir la seva carrera en l'àrea de l'entreteniment, gravant un disc en 1997, presentant programes de televisió, participant en sèries i novel·les de la televisió americana i va estrenar pel·lícules en el seu país i en Filipines.
Va coronar la seva successora Sushmita Sen en 1994 a Filipinas, on va viure cinc anys després del seu regnat, fent carrera en el cinema local, i arribant a viure quatre anys amb l'actor local Aga Muhlach. És ambaixadora de la UNICEF i va crear la fundació, «Dayanara Torres Foundation», dedicada a proporcionar educació als nens pobres en el seu país i en les Filipines. Dayanara es va casar l'any 2000 amb el cantant de salsa Marc Anthony amb qui va tenir dos fills (Cristian i Ryan), divorciant-se el 2004.